# Shango, la pistola infallibile
Pour plus de détails, voir Fiche technique et Distribution.
Shango, la pistola infallibile est un western spaghetti italien réalisé par Edoardo Mulargia, sorti en 1970.

## Synopsis
L'infaillible Shango prend parti pour les paysans et s'oppose au major sudiste Droster et à Martinez, chef de bande, qui terrorisent un petit village.

## Fiche technique
- Titre original italien : Shango, la pistola infallibile
- Genre : western spaghetti
- Réalisateur : Edoardo Mulargia (sous le pseudo d'Edward G. Muller)
- Scénario : Edoardo Mulargia (sous le pseudo d'Edward G. Muller), Anthony Steffen (sous le pseudo d'Antonio de Teffé)
- Production : Pino De Martino, pour P.A.C., S.E.P.A.C
- Photographie : Gino Santini
- Montage : Manlio Vianelli
- Musique : Gianfranco Di Stefano
- Costumier : Giulia Mafai
- Maquillage : Lolly Melaranci
- Durée : 81 min
- Ratio : 2.35:1
- Année de sortie : 1970

## Distribution
- Anthony Steffen : Shango
- Eduardo Fajardo : Droster
- Maurice Poli : Martinez
- Barbara Nelli : Consuela
- Valerio Fioravanti : Pedrito
- Attilio Dottesio : Fernandez
- Massimo Carocci : Scott
- Spartaco Conversi : Bragna
- Liana Del Balzo : Tania
- Angelo Dessy : Pedro
- Adriana Giuffrè : Rosaria
- Franco Pesce (en) : Manuel, le télégraphiste
- Mirella Pamphili : Marisol
- Andrea Scotti : Salvador
- Gabriella Giorgelli : Pamela